# Gmina Kõue
Gmina Kõue (est. Kõue vald) – gmina wiejska w Estonii, w prowincji Harju.
W skład gminy wchodzi:
- 38 wsi: Aela, Alansi, Ardu, Habaja, Harmi, Kadja, Kantküla, Katsina, Kirivalla, Kiruvere, Kukepala, Kõrvenurga, Kõue, Laane, Leistu, Lutsu, Lööra, Marguse, Nutu, Nõmmeri, Ojasoo, Pala, Paunaste, Paunküla, Puusepa, Rava, Riidamäe, Rõõsa, Saarnakõrve, Sae, Silmsi, Sääsküla, Triigi, Uueveski, Vahetüki, Vanamõisa, Virla, Äksi.